# Десятий Доктор
Десятий Доктор — одинадцяте втілення Доктора з британського наукового-фантастичного телесеріалу «Доктор Хто», оскільки втілення після Восьмого Доктора мало ім'я Воїн. Його зіграв шотландський актор Девід Теннант.

## Загальний огляд
Після вдалої прем'єри епізоду «Роуз», а також заяви про те, що серіал буде тривати ще щонайменше один сезон, було оголошено також і те, що Крістофер Екклстон, який грав Дев'ятого Доктора, не повернеться до серіалу. 16 квітня 2005 року ВВС повідомили, що наступного Доктора зіграє актор Девід Теннант. Його перша поява відбулася наприкінці епізоду «Роздоріжжя», коли Дев'ятий Доктор регенерував. Першим повноцінним епізодом з Десятим Доктором став різдвяний спецвипуск «Різдвяне вторгнення». Потім Девід знявся у трьох сезонах і ще семи спеціальних випусках — «Наречена-утікачка», «Мандрівка проклятих», «Наступний Доктор», «Планета мертвих», «Води Марса» та двосерійній історії «Кінець часу». Крім того, Доктор з'явився у двох епізодах спін-оффу «Доктора Хто» — серіалі «Пригоди Сари Джейн».
2006 року читачі журналу «The Doctor Who Magazine» назвали Теннанта найкращим Доктором, надавши йому перевагу над одвічним лідером цього опитування — Четвертим Доктором у виконанні Тома Бейкера.[джерело?]
У 2007 році було випущено тринадцятисерійний мультсеріал «У пошуках нескінченності», в якому головними персонажами були Десятий Доктор і його супутниця Марта Джонс.
Якщо Дев'ятого Доктора вважали Дев'ятим тільки на підставі того, що до нього в телесеріалі було показано вісім Докторів (доказів того, що він не регенерував декілька разів з часів Восьмого Доктора не було), то в період Десятого Доктора ми отримуємо неспростовні докази того, що він Десятий. Ці докази — зображення його дев'яти попередніх втілень у блокноті Джона Сміта в епізоді «Людська природа», а також кліп із тими самими дев'ятьма Докторами у спецепізоді «Наступний Доктор».

## Біографія
Дев'ятий Доктор був змушений регенерувати через пошкодження, яких він зазнав, поглинувши Вихор Часу в останній серії першого сезону. Презентуючи свій новий вигляд Роуз Тайлер, він спочатку поводиться солідно, але потім стверджує, що щось «пішло не так». Він непритомніє, і залишається у такому стані майже весь епізод «Різдвяне вторгнення», аж доки не дихає парами чаю, які містять танін. Після цього він приходить до тями і рятує Землю від вторгнення чужинців із Сикораксу. Під час битви він втрачає праву руку, але завдяки тому, що в нього залишилося ще достатньо клітинної енергії регенерації, він цю руку відновлює. Згодом ця відрубана рука неодноразово відіграє важливу роль у його пригодах.
Десятий Доктор і Роуз рятують королеву Вікторію від перевертня, за що Доктора було удостоєно звання «Сер Доктор із TARDIS». Після їхньої зустрічі королева вирішила створити інститут «Торчвуд», який повинен стежити за паранормальними явищами. Після цього Доктор зустрічає свою колишню супутницю Сару Джейн Сміт і вирушає в мандри з Міккі Смітом. Разом вони зустрічають мадам де Помпадур, а також спостерігають появу кіберлюдей у паралельному світі, в якому Міккі залишається. У двочастинній історії з епізодів «Неможлива планета» / «Темниця сатани» Доктор зустрчає диявола, а в останній змістовій арці другого сезону змушений назавжди відправити Роуз Тайлер у паралельний світ.
У спецвипуску «Наречена-утікачка» Доктор уперше зустрічає Донну Ноубл та пропонує їй стати його супутницею, проте вона відмовляється. У третьому сезоні до Доктора приєднується юна студентка-медик Марта Джонс. Їхньою головною спільною пригодою стає боротьба з Майстром, який, як виявилося, також вижив у Війні часу. Майстер використовує відрубану руку Доктора, щоб прискорити усі його регенерації, зістарити і полонити. Проте Доктору за допомогою мережі «Архангел» і людських думок вдається урятуватися і знову перемогти свого найлютішого ворога.
Після загибелі Майстра і розставання з Мартою Доктор приземляється на борту космічного корабля «Титанік» і рятує його пасажирів від падіння на Букінгемський палац. У першій серії четвертого сезону шляхи Доктора і Донни знову перетинаються, цього разу вона пристає на його пропозицію. Вони відвідують день загибелі Помпеї (епізод «Вогні Помпеї»), а також планету удів (епізод «Планета удів»), де їм розповідають незрозуміле пророцтво. Протягом всього сезону на екранах таємничим чином з'являється Роуз Тайлер. Згодом Доктор допомагає UNIT'у та Марті Джонс у боротьбі із Сонтаранцями, після чого TARDIS самовільно переправляє Доктора, Донну і Марту на планету Мессаліна (епізод «Донька Доктора»). Там у Доктора було взято ДНК-матеріал, внаслідок чого народжуються дівчина Дженні, яку Доктор зрештою визнає своєю донькою. Наприкінці епізоду вона гине, і Доктор із сумом покидає планету. Він не довідується, що Дженні успадкувала притаманну володарям часу властивість регенерувати. Вона відновлює себе та вирушає на пошуки пригод, як і її батько.
Наприкінці епізоду «Поверни ліворуч» Роуз Тайлер через Донну попереджає Доктора, що весь Всесвіт перебуває під загрозою знищення. У наступній серії Доктор, виявивши, що Земля зникла, вирушає до «космічної поліції» — Протоколу Тіней. Там він з'ясовує, що Земля — остання з-поміж 27 зниклих планет. Він виявляє, що вони розташовані у Каскаді Медузи, знаходить їх, і, за допомогою своїх колишніх компаньйонів капітана Джека Гаркнесса, Марти Джонс, Сари Джейн Сміт, а також Роуз Тайлер, якій вдається ненадовго вирватися з паралельного світу, з'ясовує, що причиною зникнення став Даврос і повністю відновлена раса далеків. Під час зустрічі Доктора і Роуз, його було смертельно поранено далеком, і йому довелося регенерувати. Проте Доктор лише відновлює своє тіло, а всю клітинну енергію регенерації спрямовує на свою відрубану руку. Коли Донна торкнається цієї руки, відбувається подвійна біологічна метакриза: Донна отримує розум володаря часу, а з руки Доктора з'являється його клон із характером Донни. Зрештою, цей клон залишається у паралельному світі разом із Роуз, а Доктор змушений стерти усі спогади Донни, бо людський розум не спроможний витримати усі знання володаря часу.
У великодньому спецвипуску «Планета Мертвих» Доктора застерігають, що незабаром повернеться його давній ворог, який постукає чотири рази, а також якась сила прийде з темряви, і що це стане причиною його смерті. Пророцтво починає справджуватись у першій частині спецепізоду «Кінець часу», в якому відроджується Майстер і перетворює людську расу на «Майстер-расу». У другій частині цієї серії Доктор зазнає серйозних ушкоджень у боротьбі з володарями часу, які повернулися із замкненої у часі Війни часу і змушений регенерувати в Одинадцятого Доктора.

## Постать

### Характер
Десятий Доктор загалом постає безтурботним, балакучим, добродушним, дотепним і нахабним, але стає серйознішим при зустрічі із ворогами. Іноді він так само безжальний і небезпечний, як і його сьоме втілення, хоча має значно менше схильності до складних схем і заплутаних дій.
Подібно до Сьомого і Дев'ятого, Десятий інколи використовує бадьорий, енергетичний зовнішній вигляд, щоб замаскувати справжні почуття. Він любить побазікати, завжди переплітає важливу інформацію із повною нісенітницею, щоб приспати пильність ворогів. Також, при нагоді, він може бути грубим і жорстоким.
У другому сезоні було пояснено, що, попри постійне співіснування з людьми, Доктор глибоко самотній. Він каже, що тривале життя — це прокляття Володаря Часу, адже всі люди рано чи пізно залишають його, а він продовжує жити. Про це також згадують і інші персонажі. Отак, коли виявляється, що Майстер живий, Доктор вбачає у цьому кінець його самотності і щиро плаче над його тілом, коли той гине.
Доктор дуже сильно картається через людей, які загинули за нього. Це з'ясовується в епізоді «Кінець мандрівки», коли Даврос нагадує йому, як часто це відбувалося.
Десятий Доктор романтичніший, ніж будь-яке із попередніх його втілень. Він не цурається цілувати Роуз, мадам де Помпадур і Марту Джонс. Крім того, він дійсно закоханий у Роуз і страшенно сумує, коли мусить відправити її до паралельного світу.
Десяте втілення Доктора милосердне. Це виявляється в епізоді «Людська природа», коли Доктор ладен приховати свою натуру, щоб уникнути страшного покарання для Сім'ї Крові.

### Імідж
Одразу після регенерації Доктор стверджує, що хотів би бути рудим.
Він завжди одягнений у темно-коричневий або синій костюм, сорочку із краваткою або футболку сірого, червоного або чорного кольору. Доктор ходить у кедах. Зрештою, синій костюм залишається у клона.
Також, подібно до П'ятого Доктора, він іноді одягає окуляри, але тільки для того, щоб мати розумніший вигляд.

## Супутники

Супутники Десятого Доктора.
Верхній ряд: Роуз Тайлер, Сара-Джейн Сміт, К-9, Міккі Сміт і Донна Ноубл.
Середній ряд: Марта Джонс, Джек Гаркнесс, Астрід Пет, Джексон Лейк і Розіта.
Нижній ряд: Крістіна де Соуза, Аделаїда Брук, Кессі Райс, Джиммі Сталкінгвольф і Вілфред Мотт.

Першою супутницею Десятого Доктора стала Роуз Тайлер у виконанні Біллі Пайпер, яка залишила його в серії Судний день. Наприкінці цієї серії у ТАРДІС невідомим чином потрапила дівчина на ім'я Донна Ноубл, яка стала його супутницею у четвертому сезоні. Втім, у серії «Кінець мандрівки» вона повернулася до своєї сім'ї. У цій же серії добігла кінця і сюжетна лінія, пов'язана із Роуз — вона залишилася у паралельному світі разом із клоном Доктора.
Хлопець Роуз — Міккі Сміт, роль котрого виконав Ноель Кларк, — став постійним супутником Доктора у серії Зустріч у школі. Він залишив ТАРДІС в епізоді Сталева ера, проте ще з'являвся в серіях Армія привидів, Судний день і Кінець мандрівки.
Мати Роуз — Джекі Тайлер — не була супутницею Доктора, проте відіграла значну роль в епізодах «Роздоріжжя», «Різдвяне вторгнення», Кохання і монстри, а в серії «Судний день» вона перемістилася до паралельного світу. Її, як одну із Докторових «дітей часу», далек Кан повернув у серії «Кінець мандрівки» разом із Міккі Смітом.
У третьому сезоні в Доктора з'явилася нова супутниця — Марта Джонс, яку зіграла Фріма Аджимен. Аґіман виконала роль Адеоли в серії «Армія привидів», чим привернула увагу творців серіалу. За сюжетом, Адеола була кузиною Марти, яка загинула під час битви з кіберлюдьми. У серії 42 Марта отримала ключі від ТАРДІС. Крім того, вона отримала від Доктора суперфон, яким скористалася в епізоді План Сонтаранців. Марта також була героїнею двох наступних серій — Отруєне небо і Донька Доктора — і кінцівки четвертого сезону.
До серіалу повернувся також Джек Харкнесс у трьох останніх епізодах третього сезону (Утопія, Звук барабанів, Останній Володар Часу) й у двох четвертого сезону (Викрадена Земля і Кінець мандрівки).
У другому сезоні та наприкінці четвертого з'являється Сара Джейн Сміт. Усі вищезгадані супутники Доктора знову з'явилися на екранах камео у другій частині епізоду «Кінець часу». Доктор відвідав кожного з них перед регенерацією.
Також у серії «Викрадена Земля» повертається колишній прем'єр-міністр Великої Британії Гаррієт Джонс.
У двох епізодах четвертого сезону («Тиша у Бібліотеці» і «Ліс мертвих») з'являється Рівер Сонг — археолог із 51-го сторіччя, яка виявляється дуже близькою людиною для Доктора. Проте в цих епізодах вона зустрічає Доктора у той час, коли він її ще не знає.
У спецепізоді «Мандрівка проклятих» супутницею Доктора була Астрід Пет, роль якої виконала Кайлі Міноуг, у різдвяному випуску 2008 року це місце зайняв Джексон Лейк у виконанні Девіда Моррісі. У серії «Планета мерців» Доктора супроводжувала леді Крістіна де Соуза, яку зіграла Мішель Раян, а в листопадовому спецвипуску — Аделаїда Брук. У двочастинному епізоді «Кінець часу» супутником Доктора став дідусь Донни — Вілфред Мотт.